# Hasdai ibn Shaprut
Hasdai (Abu Yusuf ben Yitzhak ben Ezra) ibn Shaprut (Hebreeuws: חסדאי אבן שפרוט, Arabisch: حسداي بن شبروط; ca. 915, Jaén - ca. 970, Córdoba) was een Joodse arts, diplomaat en wetenschapper uit Al-Andalus.

## Biografie
Hasdai ibn Shaprut werd geboren in een rijke familie in Jaén en hij leerde Hebreeuws, Arabisch en Latijn. Hij studeerde ook medicijnen. Hasdai ibn Shaprut werd aangesteld tot de lijfarts van Abd al-Rahman III en door zijn manieren, kennis en persoonlijkheid wist hij het vertrouwen van zijn vorst te winnen en werd hij raadgever van al-Rahman III. Hij regelde de bondgenootschappen die waren gevormd door de kalief en ontving de gezanten die in Córdoba aankwamen. Na een diplomatieke missie naar het Byzantijnse Rijk ontvingen de diplomaten een codex van het werk van Pedanius Dioscorides. Samen met een Griekse monnik vertaalde Hasdai dit werk naar het Arabisch.
In 956 ontving hij Johannes van Gorze die als diplomaat naar Al-Andalus was gestuurd door Keizer Otto I de Grote. Namens zijn kalief ontving Hasdai de brief van de keizer en liet deze vervolgens door de delegatie aanpassen zodat deze niks aanstootgevend bevatte. Toen er problemen ontstonden tussen de koninkrijken León en Navarra werd Hasdai naar Navarra gestuurd. Hij slaagde erin om koningin Toda van Navarra over te halen om naar Córdoba af te reizen en te knielen voor de kalief als zij zijn hulp wilde hebben. De zoon van al-Rahman III, Al-Hakam II, hield Hasdai op zijn positie nadat hij zijn vader opvolgde.
Hasdai spande zich ook in voor de joodse gemeenschap en toen hij het nieuws hoorde over een groot joodse staat wilde hij graag met hen in contact komen. Via een paar Kroatische joden stuurde hij een brief naar de koning van Khazaren en vroeg hij hen om meer informatie over hun afkomst en hun militaire organisatie. Ook stuurde hij geld naar de jesjiva in Sura en Pumbedita. Daarnaast correspondeerde Hasdai met de zoon van Saadia Gaon en stelde Moses ben Hanoch aan als het hoofd van een theologieschool in Córdoba. Tevens was hij de mecenas van Menahem ben Sahuq en Dunash ben Labrat.